# Connor (Maine)
Connor – terytorium niezorganizowane w hrabstwie Aroostook, w stanie Maine. Według spisu powszechnego z 2010 roku populacja terytorium wynosiła 457 osób.